# Russervin
Russervin (Cissus antarctica), også skrevet Russer-Vin, er en stedsegrøn lian med tvedelte slyngtråde. Planten indeholder en række stoffer, som gør den brugbar som naturmedicin.

## Beskrivelse
Barken er først lysegrøn og håret, men senere bliver den rødbrun og stadig hårklædt. Gamle grene får en grålig bark, som sprækker op i lange strimler. Knopperne er spredtstillede, ægformede og olivengrønne. Bladene er hele og ovale med tydelig spids og tandet rand. Oversiden er blank og mørkegrøn, mens undersiden er rustbrun med brune ribber. Blomstringen foregår fra forår til efterår (i Australien: september-marts), hvor man finder blomsterne samlet i små, kompakte stande overfor bladene. Blomsterne er regelmæssige, men ganske små, og gulligt-hvide. Frugterne er kuglerunde, blåsorte bær med få frø.
Rodsystemet er kraftigt og højtliggende.
Højde x bredde og årlig tilvækst: 5,00 x 2,00 m (50 x 20 cm/år).

## Hjemsted
Arten er udbredt i det sydøstlige Australien (New South Wales og Queensland), hvor den vokser i skygge og halvskygge på fugtig, men veldrænet, humusrig jord. Den findes i skovbryn, krat og lysninger i de tempererede regnskove.
I Capertreedalen i delstaten New South Wales vokser arten i tør regnskov, domineret af Backhousia myrtifolia og i øvrigt sammen med bl.a. Adiantum aethiopicum (en art af venushår), ampelhirse, Asplenium flabellifolium (en art af radeløv), australsk mølplante, australsk viol, bølgebladet klæbefrø, Clematis glycinoides, Galium propinquum, Melaleuca styphelioides (en art af Tetræ-slægten), Poa sieberiana, rustfigen, Solanum prinophyllum og seglbregne
| Portal | Portal:Botanik |

## Note
1. ↑  Department of Environment and Conservation (NSW): The Vegetation of the Western Blue Mountains, bd. 2, Vegetation Community Profiles, 2006, ISBN 1-920887-44-X. Se teksten online (engelsk)